# Four Flies on Grey Velvet
Four Flies on Grey Velvet (Italiaans: 4 mosche di velluto grigio) is een Italiaanse thrillerfilm (giallo) uit 1971, geschreven en geregisseerd door Dario Argento. De film is het derde en afsluitende deel van Argento's "Dieren Trilogie".

## Verhaal
Roberto, de drummer van een rockgroep, krijgt regelmatig vreemde telefoontjes en wordt constant achtervolgd door een vreemde man. Hij probeert de man aan te spreken, maar het gesprek loopt uit in een handgemeen en Roberto steekt de man dood. De volgende dag vindt Roberto een enveloppe in zijn brievenbus met foto's waarop te zien is hoe hij de man neersteekt.

## Rolverdeling
| Acteur               | Personage               |
| -------------------- | ----------------------- |
| Michael Brandon      | Roberto Tobias          |
| Mimsy Farmer         | Nina Tobias             |
| Jean-Pierre Marielle | Gianni Arrosio          |
| Bud Spencer          | Diomede 'Dio'           |
| Aldo Bufi Landi      | Patholoog               |
| Calisto Calisti      | Carlo Marosi            |
| Marisa Fabbri        | Amelia, de huishoudster |
| Oreste Lionello      | Professor               |
| Fabrizio Moroni      | Mirko                   |
| Corrado Olmi         | Porter                  |
| Stefano Satta Flores | Andrea                  |
| Laura Troschel       | Maria                   |
| Francine Racette     | Dalia                   |